# Ундрицов, Иван Евграфович
Иван Евграфович Ундрицов (31 декабря 1898  [12 января 1899], Вторые Ялдры, Казанская губерния — 15 марта 1920, Вторые Ялдры, Казанская губерния) — чувашский поэт и публицист. Публиковался под псевдонимом «Ахах».

## Биография
Родился 31 декабря 1898 года в деревне Вторые Ялдры Ядринского уезда. Окончил Юманаевскую начальную и Красночетайскую второклассную школы. Получал образование в Казанской духовной семинарии (1914—1917) и Восточном педагогическом институте в Казане (1918).
Начал трудовую деятельность в редакции чувашской газеты «Канаш» в 1918 году, которая издавалась в Казани. Его первым опубликованным очерком стало произведение «Богатый чуваш» (Пуян чӑваш). С 1919 по 1920 год являлся ответственным редактором большевистской газеты «Голос бедноты» (Чухӑнсен сасси). Его работы написаны в основном в жанре малой прозы с превалированием пропагандистского стиля. Часть его работы, включая три драмы не сохранились.
Занимался переводами. В 1918 году в Казани на чувашском языке вышел его перевод новеллы «Новая нагорная проповедь» неизвестного автора.
Скончался в возрасте 22 лет от туберкулёза 15 марта 1920 года в деревне Вторые Ялдры.
Его работы были изданы в Чувашском книжном издательстве в книге «Идёмте в бой за социализм!» (Атьӑр социализмшӑн ҫапӑҫма!), которую составил историк и журналист Арсений Васильевич Изоркин в 1972 году. Творческое наследие Ивана Ундрицова хранится в фондах Государственного архива печати Чувашской Республики. В родной деревне Вторые Ялдры в его честь названа улица.